# Albert Popwell
Albert Popwell (New York, 15 juli 1926 - Los Angeles, 9 april 1999) was een Amerikaans acteur. Popwell begon zijn carrière als danser en maakte op zijn 16e zijn acteerdebuut, in het Broadway-stuk The Pirate.
Popwell, bijgenaamd Poppy, is bekend als een van de broers Johnson uit de films Cleopatra Jones en Cleopatra Jones and the Casino of Gold. Ook speelde hij mee in 4 Dirty Harry-films (uitgezonderd The Dead Pool), maar wel telkens in andere rollen. Verder speelde hij vele gastrollen in televisieseries, zo was hij onder meer te zien in The A-Team, The Incredible Hulk en Magnum, P.I..
In april 1999 overleed hij aan complicaties die optraden kort na een openhartoperatie.

## Filmografie
- Sciccors (1991) - Officer (Niet op aftiteling)
- Wild at Heart (1990) - Barman in Zanzibar (Scènes verwijderd)
- The Siege of Firebase Gloria (1989) - 1 Sgt. Jones
- Deadly Embrace (1989) - Rol onbekend
- Who's That Girl? (1987) - Voorzitter Reclassering
- Magnum, P.I. televisieserie - David Crawford (Afl., Missing Melody, 1986)
- The Facts of Life televisieserie - Parketpolitie (Afl., The Rich Aren't Different, 1984)
- Sudden Impact (1983) - Horace King
- The A-Team televisieserie - Digger (Afl., The Out-of-Towners, 1983)
- Sister, Sister (televisiefilm, 1982) - De dronkenlap
- Simon & Simon televisieserie - Geharde crimineel (Afl., Details at Eleven, 1981)
- The Incredible Hulk televisieserie - Dokter (Afl., Long Run Home, 1980)
- Buck Rogers in the 25th Century televisieserie - Koren (Afl., Cosmic Wiz Kid, 1979)
- Roots: The Next Generations (Mini-serie, 1979) - Fader
- Steel Cowboy (televisiefilm, 1978) - Miller
- Wonder Woman televisieserie - Gaffer/Melvin Schultz (Afl., The Deadly Dolphin, 1978)
- The Buddy Holly Story (1978) - Eddie Foster
- The Hardy Boys/Nancy Drew Mysteries televisieserie - Keino (Afl., The Mystery of the African Safari, 1977)
- Billy: Portrait of a Street Kid (televisiefilm, 1977) - Rol onbekend
- The Enforcer (1976) - 'Big' Ed Mustapha
- Sanford and Son televisieserie - Dr. Davis (Afl., Sanford and Gong, 1976)
- Police Story televisieserie - Black Stallion (Afl., The Cut Man Caper, 1975)
- The Streets of San Francisco televisieserie - Nappy (Afl., Poisoned Snow, 1975)
- Cleopatra Jones and the Casino of Gold (1975) - Matthew Johnson
- Emergency! televisieserie - Officer Les Taylor (Afl., 905-Wild, 1975)
- Police Woman televisieserie - Willie Roper (Afl., Seven-Eleven, 1974)
- Lost in the Stars (1974) - Rol onbekend
- Columbo: A Friend in Deed (televisiefilm, 1974) - Al Como
- The Single Girls (1974) - Morris
- The Girl with Something Extra televisieserie - Peters (Afl., The New Broom, 1974)
- Kojak televisieserie - Danny Boy (Afl., Die Before They Wake, 1974)
- Magnum Force (1973) - J.J. Wilson
- Ironside televisieserie - China-Boy (Afl., The Last Payment, 1973)
- Sleeper (1973) - Herprogrammerende wetenschapper (Niet op aftiteling)
- Shaft televisieserie - Logan (Afl., The Killing, 1973)
- Charley Varrick (1973) - Percy Randolph
- Cleopatra Jones (1973) - Matthew Johnson
- Search televisieserie - Griffin (Afl. onbekend, 1972-1973)
- Fuzz (1972) - Lewis
- Probe (televisiefilm, 1972) - Griffin
- Glass Houses (1972) - Rol onbekend
- Night Gallery televisieserie - Sergeant Imo (Afl., Logoda's Heads, 1971)
- Dirty Harry (1971) - Bankovervaller (Niet op aftiteling)
- The Peace Killers (1971) - Blackjack
- O'Hara, U.S. Treasury televisieserie - Hughes (Afl., Operation: Bandera, 1971)
- Night Gallery televisieserie - Derde journalist (Afl., The Nature of the Enemy, 1970)
- The F.B.I. televisieserie - Rol onbekend (Afl., The Deadly Pact, 1970)
- Mannix televisieserie - Kenoto (Afl., The World Between, 1970)
- McCloud televisieserie - Gus Milner (Afl., Manhattan Manhunt: Part 2: The Stage Is All the World, 1970)
- The Name of the Game televisieserie - Lieutenant Umando (Afl., The Skin Game, 1970)
- McCloud: Who Killed Miss U.S.A.? (televisiefilm, 1970) - Bewaker
- Mayberry, R.F.D. televisieserie - Hayes (Afl., Goober's Brother, 1970)
- Lost Flight (televisiefilm, 1969) - Zwarte militant
- Coogan's Bluff (1968) - Wonderful Digby (klant bij de Pigeon-Toed Orange Peel)
- Journey to Shiloh (1968) - Samuel
- The Name of the Game televisieserie - Chagga (Afl., The Black Answer, 1968)
- Gomer Pyle, U.S.M.C. televisieserie - Marinier (Afl., Goodbye, Dolly, 1968)
- Tarzan televisieserie - Lounga (Afl., Trek to Terror, 1968)
- Cowboy in Africa televisieserie - Rol onbekend (Afl., African Rodeo: Part 1 & 2, 1968)
- Ironside televisieserie - Eerste chauffeur (Afl., Barbara Who, 1968)
- Cowboy in Africa televisieserie - Lukova (Afl., Lake Sinclair, 1967)
- East Side/West Side televisieserie - Huurder op vergadering (Afl., Who Do You Kill?, 1963, niet op aftiteling)
- The Joe Louis Story (1953) - Verslaggever (Niet op aftiteling)

- International Standard Name Identifier: 0000 0000 4510 0858
- Library of Congress Control Number: n97869468
- Virtual International Authority File: 1773828
- WorldCat: E39PBJhMjPdQDTjcJpj88FDH4q